# Geisa Arcanjo
Geisa Arcanjo (São Roque, 19 september 1991) is een atleet uit Brazilië.
Op de WK atletiek voor junioren in 2010 werd ze eerste met een afstand van 17,02 meter.
Op de Olympische Spelen van Londen in 2012 nam Arcanjo deel aan het onderdeel kogelstoten, en behaalde ze een zesde plaats.
Vier jaar later, op de Olympische Zomerspelen van Rio de Janeiro in 2016 nam ze weer voor Brazilië deel aan het kogelstoten, dit maal met een negende plaats.
Op de uitgestelde Olympische Spelen van Tokio in 2021 behaalde Arcanjo niet de finale en bleef steken op een dertigste plaats in de kwalificatieronde.
In augustus 2010 werd Arcanjo voor een jaar geschorst vanwege gebruik van hydrochlorothiazide, dat op de dopinglijst stond.
- World Athletics: 14269427